# 斯托達德 (內布拉斯加州)
斯托達德（英語：Stoddard）是位於美國內布拉斯加州塞耶縣的鬼鎮。

## 歷史
斯托達德的郵局於1886年設立，其後於1934年停運。

## 地理
斯托達德所處的海拔為高於海平面490米（即1608英呎），而該地所採用的時區為UTC-6，即北美中部时区（CST）。同時該地設有夏令時間，為UTC-6調快一小時，即UTC-5（CDT）。